# Fradique de Menezes

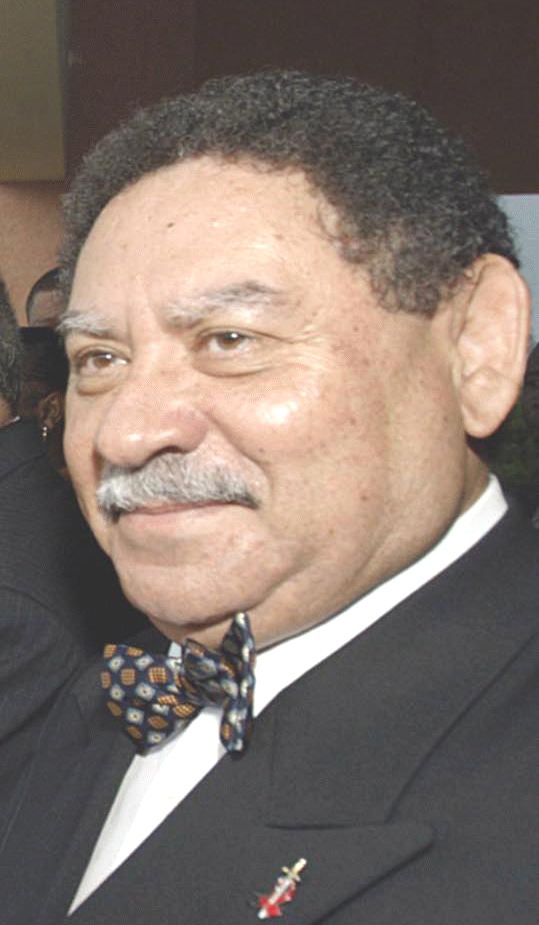
Fradique de Menezes

Fradique Melo de Menezes (* 21. März 1942 in Água Têlha) war von 2001 bis 2011 Präsident von São Tomé und Príncipe. Von den São Toméern wird er nur mit seinem Vornamen angeredet.

## Politische Laufbahn
Er wurde auf der damals zu Portugal gehörenden Insel São Tomé als Sohn eines Portugiesen und einer Einheimischen geboren. Nach dem Schulbesuch studierte er an der Universität in Brüssel Psychologie und Pädagogik sowie am Chicago Board of Trading Internationales Wirtschaftswesen. Später war er als Soldat der portugiesischen Armee in Mosambik eingesetzt. Als São Tomé und Príncipe am 12. Juli 1975 unabhängig wurden, schloss er sich der bisherigen Unabhängigkeitsbewegung Movimento de Libertação de São Tomé e Príncipe (MLSTP) an, die das Land in der Folgezeit als Einheitspartei regierte. Er arbeitete zunächst im Landwirtschaftsministerium, wechselte aber 1977 in die Privatwirtschaft. Ab 1981 war er Botschafter in verschiedenen Staaten.
Von 1986 bis 1987 war er Außenminister sowie Sonderbotschafter bei der Europäischen Gemeinschaft und einer Reihe von internationalen Organisationen und europäischen Staaten. Als ab 1989 schrittweise die Demokratie eingeführt wurde, ging er in die Privatwirtschaft. Er wurde ein erfolgreicher Geschäftsmann als Exporteur von Kakao und Importeur von Zement. Bei den ersten Mehrparteienwahlen von 1991 wurde er für den Acção Democrática Independente (ADI) ins Parlament gewählt und 1992 Präsident der Industrie- und Handelskammer. 1993 übernahm er den Vorsitz des ADI.

## Präsident
Da Präsident Miguel Trovoada nach zwei Amtszeiten 2001 kein weiteres Mal kandidieren durfte, nominierte dessen Partei ADI Menezes zum Präsidentschaftskandidaten. Dazu musste er seine portugiesische Staatsbürgerschaft aufgeben. Bei den Wahlen am 29. Juli 2001 setzte er sich mit 56,31 % der Stimmen im ersten Wahlgang durch. An zweiter Stelle lag der ehemalige Präsident Manuel Pinto da Costa, der 38,73 % erhielt. Am 3. September 2001 übernahm er die Amtsgeschäfte. Im September berief er seinen bisherigen Kabinettsdirektor Evaristo Carvalho zum neuen Premierminister und löste am 8. Dezember 2001 das Parlament auf. Die Neuwahlen am 3. März 2002 brachten ein Patt, das im April durch die Bildung einer Koalitionsregierung überwunden wurde.
Am 16. Juli 2003 kam es, während er in Nigeria war, zu einem von Fernando Pereira geführten Putsch gegen Präsident Menezes und die seit Oktober 2002 amtierende Regierung von Maria das Neves. Nach Verhandlungen, internationaler Vermittlung und einer Amnestie für die Beteiligten konnte die Rebellion nach sieben Tagen friedlich beendet werden.
Zwischenzeitlich entdeckte Ölvorkommen führten zu gesteigerten Einnahmen des vorher sehr armen Landes. Damit verbunden sind auch Korruptionsvorwürfe gegen den Präsidenten, die rasch wechselnden Premierminister und einzelne Minister, wobei sich der Präsident und ehemalige Regierungschefs gegenseitig beschuldigen. Seit dem 21. April 2006 amtiert mit Tomé Vera Cruz bereits die siebte Regierung seit seinem Amtsantritt. Fradique de Menezes wurde bei den Präsidentschaftswahlen 2006 mit 60,0 % der Stimmen wiedergewählt, sein Gegenkandidat Patrice Trovoada erreichte 38,5 % der Stimmen.
Seine Amtszeit endete nach den Präsidentschaftswahlen am 17. Juli 2011, da die Verfassung keine dritte Amtszeit für den Präsidenten vorsieht.